# Ivar Lykke (fotbollsspelare)
Ivar Lykke Seidelin-Nielsen, född 7 mars 1889 i Frederiksberg, död 9 januari 1955 i Frederiksberg, var en dansk fotbollsspelare.
Lykke spelade åren 1908–1922 för Kjøbenhavns Boldklub och 1911–1920 i danska landslaget. Han var ursprungligen ytterhalvback, men senare centerhalvback. Han beskrivs som en typisk "slitvarg" med god blick för spelets taktik. Han blev olympisk silvermedaljör i fotboll vid sommarspelen 1912 i Stockholm.